# Arvid Smit
Arvid Benjamin Smit (Heerhugowaard, 12 december 1980) is een Nederlands voormalig voetballer die bij voorkeur als middenvelder speelde.
Smit begon zijn carrière in het betaald voetbal bij Telstar. In het seizoen 1999/2000 kwam Smit 16 keer uit voor de Witte Leeuwen. Het seizoen dat maakte hij 5 doelpunten in 33 wedstrijden. In de eerste helft van het seizoen 2001/2002 kwam Smit 17 keer uit voor de club die inmiddels Stormvogels Telstar heette, waarin hij 3 keer scoorde.
In de winterstop van dat seizoen was er veel belangstelling voor Smit uit de eredivisie. Onder andere PSV herkende het talent van Smit en besloot de speler voor de zomer van 2002 vast te leggen en hem op te leiden volgens de zogenaamde Robben-constructie, waarbij de club hem direct verhuurde om hem bij andere clubs ervaring op te laten doen. PSV legde Smits voor zes jaar vast en zou hem in zijn eerste contractjaar aan De Graafschap. De Graafschap maakte op zijn beurt bekend Smit voor het resterende deel van het seizoen gehuurd zou worden van Telstar, waardoor Smit anderhalf jaar voor de club zou kunnen spelen. Met De Graafschap speelde Smit voor het eerst in zijn carrière in de Eredivisie. In 12 wedstrijden kwam Smit tot 1 doelpunt. Het seizoen daarna scoorde hij 4 keer in 26 wedstrijden, maar zag hij zijn ploeg wel degraderen naar de Eerste divisie. Nadat in de zomer van 2003 Smit nog steeds te licht te beoordeeld werd voor het eerste elftal, verhuurde PSV hem aan FC Groningen. Smit speelde dat seizoen 29 duels voor FC Groningen, waarin hij 5 keer scoorde.
In de zomer van 2004 mocht Smit zich, evenals Michael Lamey die een zelfde traject had doorlopen, voor het eerst officieel melden bij het eerste elftal van PSV, dat onder leiding stond van Guus Hiddink. Nadat Smit in de eerste seizoenshelft nog steeds niet in aanmerking was gekomen voor speelminuten, werd besloten de middenvelder opnieuw te verhuren. Smit sloot zich aan bij Willem II. In Tilburg kwam Smit dat seizoen nog tot 15 wedstrijden, waarin hij een keer wist te scoren. In de Beker bereikte Willem II de finale, waarin Smit het opnam tegen PSV, zijn oorspronkelijke broodheer. De Beker ging met een 4-0 zege naar de Eindhovenaren. Ook het volgende seizoen werd Smit verhuurd aan Willem II. In 2006 kreeg Smit van PSV-trainer Ronald Koeman te horen dat hij de club mocht verlaten, zonder ooit een wedstrijd te hebben gespeeld in het eerste elftal.
Arvid Smit verliet PSV halverwege het seizoen 2006-2007 en zette zijn voetbalcarrière voort op het Portugese eiland Madeira. De middenvelder bereikte een akkoord met Maritimo Funchal over een verbintenis tot medio 2009. Bij Maritimo trof hij landgenoot Mitchell van der Gaag, die daar assistent-trainer was. Het eerste half jaar was hij zeer succesvol en was hij de drager van een elftal dat net geen Europees voetbal haalde. Na een trainerswissel zocht Smit in de winterstop zijn heil bij União Leiria. Hier speelde hij alle wedstrijden maar moest vervolgens vertrekken na degradatie uit de hoogste afdeling. Op 22 juli 2008 werd bekendgemaakt dat hij voor FC Volendam zou gaan spelen. Dat werd geen succes. Hij speelde slechts 11 wedstrijden waarin hij niet tot scoren kwam. Na 1 seizoen vertrok hij daarom naar zijn jeugdliefde Telstar. Na een wisselvalig seizoen 2010/2011 verliet hij Telstar om te gaan spelen voor RKVV DEM uit Beverwijk. Daar werd hij ook jeugdtrainer en later hoofd jeugdopleiding.
Smit deed de Pabo en geeft les in het speciaal onderwijs. In 2014 werd hij trainer van SV Wijk aan Zee. In 2016 ging hij FC Castricum trainen en in 2017 keerde hij terug bij DEM als hoofdtrainer. Daarnaast werd hij assistent-trainer bij Telstar. Sinds november 2019 is hij in dienst bij de KNVB als assisent-bondscoach van het Nederlands vrouwenvoetbalelftal.

## Clubstatistieken
| Seizoen | Club                | Duels | Goals | Competitie     |
| ------- | ------------------- | ----- | ----- | -------------- |
| 1999/01 | Telstar             | 49    | 5     | Eerste divisie |
| 2001/02 | Stormvogels Telstar | 17    | 3     | Eerste divisie |
| 2001/02 | De Graafschap       | 12    | 1     | Eredivisie     |
| 2002/03 | De Graafschap       | 26    | 4     | Eredivisie     |
| 2003/04 | FC Groningen        | 29    | 5     | Eredivisie     |
| 2004/05 | PSV                 | 0     | 0     | Eredivisie     |
| 2004/05 | Willem II           | 15    | 1     | Eredivisie     |
| 2005/06 | Willem II           | 20    | 2     | Eredivisie     |
| 2006/07 | PSV                 | 0     | 0     | Eredivisie     |
| 2006/07 | Maritimo Funchal    | 14    | 1     | SuperLiga      |
| 2007/08 | União Leiria        | 13    | 0     | SuperLiga      |
| 2008/09 | FC Volendam         | 11    | 0     | Eredivisie     |
| 2009/10 | Telstar             | 7     | 0     | Eerste divisie |
| Totaal  | Totaal              | 213   | 22    |                |